# Anenský sloup (Innsbruck)
Anenský sloup je pamětní sloup, který stojí uprostřed historického jádra Innsbrucku, na Maria-Theresien-Straße. Byl postaven zemskými stavy jako památka na 26. červenec 1703, kdy byli z Tyrolska vyhnáni poslední bavorští vojáci během válek o španělské dědictví.
Vytvořil ho trentský sochař Cristoforo Benedetti z červeného mramoru. Zlatnické práce provedl Anton Kuprian. Na podstavci jsou čtyři sochy svatých:
- na severu je sv. Anna, matka Marie
- na západě svatý Kasián, patron diecéze Brixen
- na východě Vigilius, patron diecéze Trento
- na jihu Jiří s drakem a kopím, od roku 2006 opět svatý patron země (nyní vedle sv. Josefa)

Na sloupu je socha Panny Marie.
Dne 26. července 1706 byl památník požehnaný brixenským biskupem Kasparem Ignazem Küniglem. Během staletí byl několikrát restaurován. V roce 1958 byla, převážně z ochranných důvodů, nahrazena socha Panny Marie kopií a originál zapůjčen klášteru St. Georgenberg-Fiecht, kde je umístěna v boční kapli kolegiálního kostela Fiecht nad oltářem Marie. Dne 10. října 2009 byli svatí na základně památníku nahrazeni, originály světců jsou nyní v prvním patře Starého zemského domu v Innsbrucku.